# Biserica medievală din Zlagna
Biserica evanghelică din Zlagna este situată în satul Zlagna, din comuna Bârghiș, județul Sibiu. Biserica a fost construită în secolul al XV-lea și figurează pe lista monumentelor istorice 2010 sub codul cod LMI SB-II-a-B-12590, cu următoarele obiective:
- Biserica evanghelică, sec. XV - XVIII, codLMI SB-II-m-B-12590.01
- Turn-clopotniță, 1828 - 1832, codLMI SB-II-m-B-12590.02

## Biserica
Localitatea a fost în evul mediu posesiune a Episcopiei Catolice de Alba Iulia. Un document din anul 1318 menționează localitatea ca aparținătoare a Episcopiei Sfântului Mihail din vremuri străvechi: eam iuri ecclesiae beati Michaelis archangeli Transsilvanae pertinuisse ab antiquo.